# Чезена
Чезена (італ. Cesena) — місто та муніципалітет в Італії, у регіоні Емілія-Романья, провінція Форлі-Чезена.
Чезена розташована на відстані близько 250 км на північ від Рима, 85 км на південний схід від Болоньї, 19 км на південний схід від Форлі.

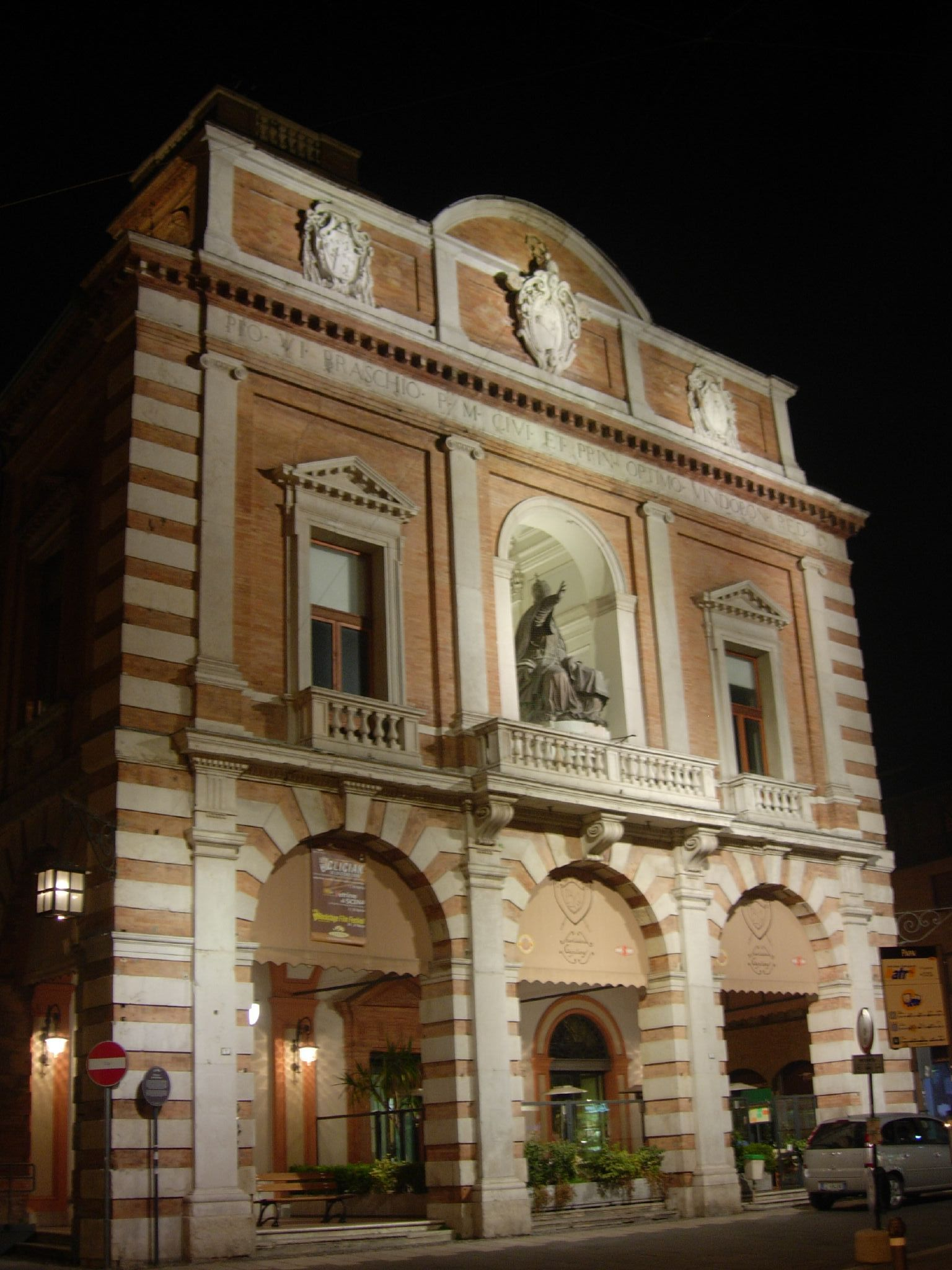

Населення — 96 885 осіб (2014). Щорічно 24 червня відзначається день покровителя міста Івана Хрестителя.

## Демографія
Населення за роками:

Станом на 1 січня 2023 року в муніципалітеті офіційно проживало 9795 іноземців з 112 країн, серед них 2868 громадян країн Євросоюзу та 621 громадянин України.

## Клімат
| Cesena           | Місяці | Місяці | Місяці | Місяці | Місяці | Місяці | Місяці | Місяці | Місяці | Місяці | Місяці | Місяці | Пора | Пора | Пора | Пора | Рік  |
| Cesena           | Січ    | Лют    | Бер    | Кві    | Тра    | Чер    | Лип    | Сер    | Вер    | Жов    | Лис    | Гру    | Зим  | Вес  | Літ  | Осі  | Рік  |
| ---------------- | ------ | ------ | ------ | ------ | ------ | ------ | ------ | ------ | ------ | ------ | ------ | ------ | ---- | ---- | ---- | ---- | ---- |
| Темп. макс. (°C) | 7      | 9      | 14     | 18     | 22     | 26     | 29     | 28     | 23     | 18     | 12     | 7      | 7.7  | 18   | 27.7 | 17.7 | 17.8 |
| Темп. мін. (°C)  | 0      | 1      | 4      | 8      | 11     | 15     | 18     | 18     | 13     | 9      | 4      | 1      | 0.7  | 7.7  | 17   | 8.7  | 8.5  |

## Уродженці
- Маттія Дзакканьї (*1995) — італійський футболіст, півзахисник, нападник.

- Марчелло Гамберіні (*1961) — італійський футболіст, півзахисник.

- Коррадо Бенедетті (1957 —  2014) — відомий у минулому італійський футболіст, захисник, згодом — тренер.

- Лоренцо Мінотті (*1967) — відомий у минулому італійський футболіст, захисник, згодом — спортивний функціонер.

- Адзельйо Вічіні (*1933) — відомий у минулому італійський футболіст та футбольний тренер.

## Сусідні муніципалітети
- Бертіноро
- Червія
- Чезенатіко
- Чивітелла-ді-Романья
- Гамбеттола
- Лонджано
- Мельдола
- Меркато-Сарачено
- Монтіано
- Равенна
- Ронкофреддо
- Сарсіна